# Piotr Nowacki
Piotr "Jaszczu" Nowacki (nascut el 21 de juny de 1979 a Działdowo) és un dibuixant de còmics polonès i il·lustrador de llibres infantils. Actualment viu a Varsòvia. Durant els anys 2009-2011 va ser l'editor en cap de la revista trimestral de còmics Karton. És l'l·lustrador de la popular sèrie de còmics polonesa Detektyw Miś Zbyś na tropie. És membre del col·lectiu artístic Pokembry.

## Publicacions
- Antologia memoria Janusza Christy
- Antologia piłkarska – Wszystko, co chcielibyście wiedzieć o piłce...
- Bazmag
- Biceps
- Byle do piątku trzynastego
- Co się stao?
- Copyright. Antologia komiksu
- Detektyw Miś Zbyś na tropie: Lis, ule i miodowe kule. Guió: Maciej Jasiński. Ed. kultura gniewu, 2013
- Detektyw Miś Zbyś na tropie: Złoty Sokół Teksański. Guió: Maciej Jasiński. Ed. kultura gniewu, 2014
- Detektyw Miś Zbyś na tropie: Kosmos to za mało. Guió: Maciej Jasiński. Ed. kultura gniewu, 2016
- Detektyw Miś Zbyś na tropie: Skarb Kapitana Czarnofutrzastego. Guió: Maciej Jasiński. Ed. kultura gniewu, 2017
- Detektyw Miś Zbyś na tropie: Dama z pluszowym misiem. Guió: Maciej Jasiński. Ed. kultura gniewu, 2018
- Detektyw Miś Zbyś na tropie: Wielki bałagan. Guió: Maciej Jasiński. Ed. kultura gniewu, 2020
- Detektyw Miś Zbyś na tropie: Czemu pani się uparła, żeby spotkać dinozaura?. Guió: Maciej Jasiński. Ed. kultura gniewu, 2021
- Detektyw Miś Zbyś na tropie: 20 tysięcy powodów, żeby odnaleźć Mikołaja. Guió: Maciej Jasiński. Ed. kultura gniewu, 2022
- Detektyw Miś Zbyś na tropie: Wielka draka w szockim zamczysku. Guió: Maciej Jasiński. Ed. kultura gniewu, 2023
- Głupatko, no co ty?
- Hardkorporacja
- It’s Not About That
- Jazda
- Jeju
- Jeśli zrobisz to teraz, to co będzie zaraz? Guió: Bartosz Sztybor. Ed. kultura gniewu, 2021
- Karton
- KGB
- Klops
- Kolektyw
- Kontynenty
- Kwaziu – 1 – Kwaziu i turystki
- Kwaziu – 2
- Legendy bydgoskie – Bydgoszcz w legendzie
- Likwidator Alternative. Antologia 2
- Maszin
- MFK Antologia. 50. urodziny Tytusa
- MFK Antologia. W hołdzie Tadeuszowi Baranowskiemu
- MFK – Katalogi Wystawy Konkursowej
- Moe
- Mutująca teczka
- Myrmekofaga
- Niebieska Kapturka
- Nie marnuję...pomagam
- Nieustraszeni Łowcy Strachów. Potwór z bagna
- Nieustraszeni Łowcy Strachów. Powrót wielkiej stopy
- Nieustraszeni Łowcy Strachów. Zjawa z Jeziora Tikitaka
- Nieustraszeni Łowcy Strachów. Doktor Burek i Pan Ogórek
- Om. Apetyt na przygodę
- Przepraszam, żabo!
- Reformator. Marcin Luter
- Roznosiciel
- Sceny z życia murarza
- Smoczek Loczek. Bardzo straszna czkawka
- Smoczek Loczek. Na ratunek księżniczce
- Staruorzzz-stare klisze
- Supermocni kontra złodzieje zdrowia
- Tainted
- Tim i Miki. W Krainie Psikusów
- Yerp
- W koronie. Nie ma miejsca jak dąb
- W koronie. Jeszcze będzie las, by odpoczywać
- Wydział 7. Dobranocka
- Zeszyty komiksowe #14: Michał Śledziński
- Ziniol – kwartalnik kultury komiksowej

## Premis i reconeixements
- 2008 - 3r premi al Festival Internacional de Còmics de Łodz (MFK) de 2008 pel còmic Szóstego dnia, juntament amb Bartosz Sztybor (guió) i Sebastian Skrobol (color).[2]
- 2010 - Premi del públic al concurs holandès Plastieken Plunk 2010 pel còmic Just One Different Thought, amb Bartosz Sztybor (guió) i Tomasz Pastuszka (color).[3]
- 2016 - Menció d'honor al Festival Internacional de Còmics i Vídeojocs de Łodz (MFKiG) 2016 pel còmic Beksa, juntament amb Mateusz Wiśniewski (guió) i Łukasz Mazur (color)
- 2018 - Menció d'honor al Festival Internacional de Còmics i Vídeojocs de Łodz (MFKiG) 2018 pel còmic Cykor, juntament amb Mateusz Wiśniewski (guió)
- 2019 - 3r premi al Festival Internacional de Còmics i Vídeojocs de Łodz (MFKiG) de 2019 pel còmic Apłam, juntament amb Mateusz Wiśniewski (guió)